# Cledos
Cledos, pseudonimo di Vladislav Heponen (Helsinki Est, 11 dicembre 1998), è un rapper finlandese.

## Biografia
Originario di Helsinki Est, ha conquistato il grande pubblico grazie all'uscita del singolo Töis, messo in commercio nel 2017 e contenuto nel primo mixtape Boboff Tape, che è arrivato in top ten nella Suomen virallinen lista. L'anno seguente ha firmato un contratto con la divisione finlandese della Warner, attraverso la quale è stato pubblicato il primo album in studio Ceissi, che è rimasto in vetta alla classifica dei dischi nazionale per due settimane consecutive, trascorrendo più di un anno in determinata graduatoria e venendo certificato platino con oltre 20 000 unità vendute. Ha anche ottenuto la sua prima numero uno nella hit parade dei singoli grazie a Kysymys.
Nel 2021 è uscito l'EP Kazama, il cui ingresso nella classifica dei dischi è avvenuto al 5º posto. Anche la traccia Ring ring, che conta la partecipazione di William, è entrata nella top twenty nazionale alla 13ª posizione. Ha inoltre inciso una versione remix di Samma gamla vanliga del svedese A36, certificata platino, che è divenuta la sua seconda numero uno nella Suomen virallinen lista per tredici settimane consecutive.
Agli Emma gaala, il principale riconoscimento musicale nazionale, ha ottenuto la candidatura in tre categorie, tra cui quella all'artista dell'anno.

## Discografia

### Album in studio
- 2020 – Ceissi
- 2023 – Euro musik

### EP
- 2017 – Alo
- 2021 – Kazama
- 2024 – #Ultra

### Mixtape
- 2018 – Boboff Tape

### Singoli
- 2017 – Töis (feat. Deezydavid)
- 2017 – Safe
- 2018 – Made in Italy (feat. Mikael Gabriel)
- 2018 – Swipe (feat. MDS, Tippa, Gracias, Bizi & Mikael Gabriel)
- 2019 – Pidäkii
- 2019 – Tän kaa (con Bizi)
- 2020 – Kysymys (feat. Pyhimys)
- 2020 – Kilo (feat. Gettomasa)
- 2021 – Life (Sun luo) (con Behm)
- 2021 – Samma gamla vanliga (Remix) (con A36, Averagekidluke e Ibe)
- 2022 – City (feat. A36)
- 2022 – Mis oot ollu (feat. Fabe)
- 2023 – Kilsoi (con Jambo)
- 2023 – Kauemmas (con Ibe)
- 2023 – Anteeks
- 2023 – Missi (con Korelon)
- 2023 – Triple A (con i Jubël e NLE Choppa)
- 2023 – Kuka se on (feat. Isac Elliot)
- 2023 – Jos mä oisin sä
- 2024 – Kysyinksmä? (feat. Turisti)
- 2024 – Vaan sä (con Blacflaco)
- 2024 – Kattomatta takas (con Etta)
- 2024 – Leipä
- 2024 – Me vs. maailma (feat. Sexmane)

### Collaborazioni
- 2022 – 20min (Isac Elliot feat. William & Cledos)
- 2022 – Kädet ilmaan (Kerza feat. Cledos)
- 2023 – Bikineis (Tuuli feat. Cledos)
- 2024 – Weak (Isac Elliot feat. Cledos, William, Jore & Zpoppa & Willem)
- 2024 – Synttärit (Lewi feat. Cledos & VJ)